# Neocoenorhinidius pauxillus
Neocoenorhinidius pauxillus is een keversoort uit de familie Rhynchitidae. De wetenschappelijke naam van de soort is voor het eerst geldig gepubliceerd in 1824 door Germar.